# Tour de Flandes 1992
El Tour de Flandes 1992 fou la 76a edició del Tour de Flandes. La cursa es disputà el 5 d'abril de 1992, amb inici a Sint-Niklaas i final a Meerbeke i un recorregut de 260 quilòmetres. El vencedor final fou el francès Jacky Durand, que s'imposà en solitari a l'arribada a Meerbeke. El suís Thomas Wegmüller i el belga Edwig Van Hooydonck completaren el podi.
Era la segona cursa de la Copa del Món de ciclisme de 1992.

## Classificació final
|    | Ciclista                  | Equip                    | Temps      |
| -- | ------------------------- | ------------------------ | ---------- |
| 1  | Jacky Durand (FRA)        | Castorama-Sodime         | 6h 37' 19" |
| 2  | Thomas Wegmüller (SUI)    | Lotus-Festina            | + 48"      |
| 3  | Edwig Van Hooydonck (BEL) | Buckler-Colnago-Decca    | + 1' 44"   |
| 4  | Maurizio Fondriest (ITA)  | Panasonic-Sportlife      | m. t.      |
| 5  | Frans Maassen (NED)       | Buckler-Colnago-Decca    | + 1' 57"   |
| 6  | Jelle Nijdam (NED)        | Buckler-Colnago-Decca    | m. t.      |
| 7  | Marc Madiot (FRA)         | Telekom-Merckx           | m. t.      |
| 8  | Jesper Skibby (DEN)       | TVM-Sanyo                | m. t.      |
| 9  | Franco Ballerini (ITA)    | GB-MG Maglificio-Bianchi | m. t.      |
| 10 | Dirk De Wolf (BEL)        | Gatorade-Chateau d'Ax    | m. t.      |